# Arizelocichla
Arizelocichla är ett fågelsläkte i familjen bulbyler inom ordningen tättingar.
- Kamerungrönbulbyl (A. montana)
- Barkgrönbulbyl (A. masukuensis)
- Gråstrupig grönbulbyl (A. tephrolaema)
- Kikuyugrönbulbyl (A. kikuyuensis)
- Svartkronad grönbulbyl (A. nigriceps)
- Ulugurugrönbulbyl (A. neumanni)
- Svartbrynad grönbulbyl (A. fusciceps)
- Strimörad grönbulbyl (A. striifacies)
- Strimkindad grönbulbyl (A. milanjensis)
- Udzungwagrönbulbyl (A. chlorigula)